# ボウラス SP-1 ペーパーウイング

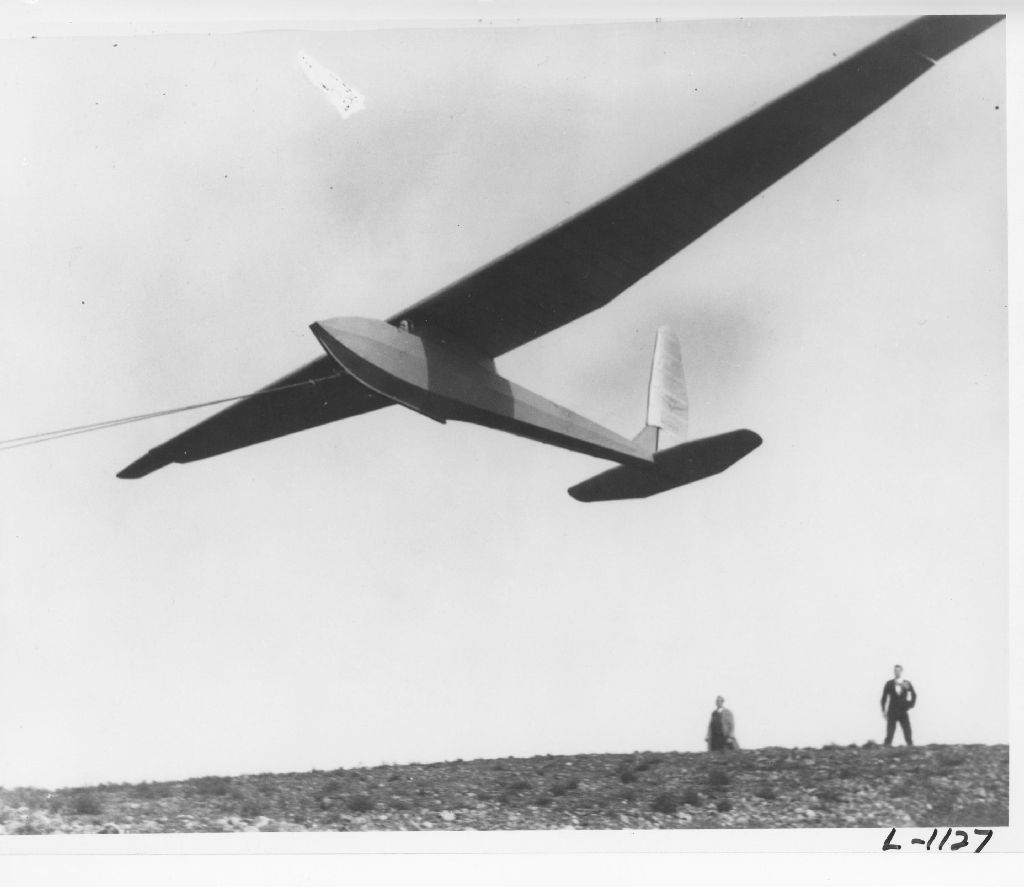
アン・モローが搭乗して離陸するSP-1 ペーパーウイング

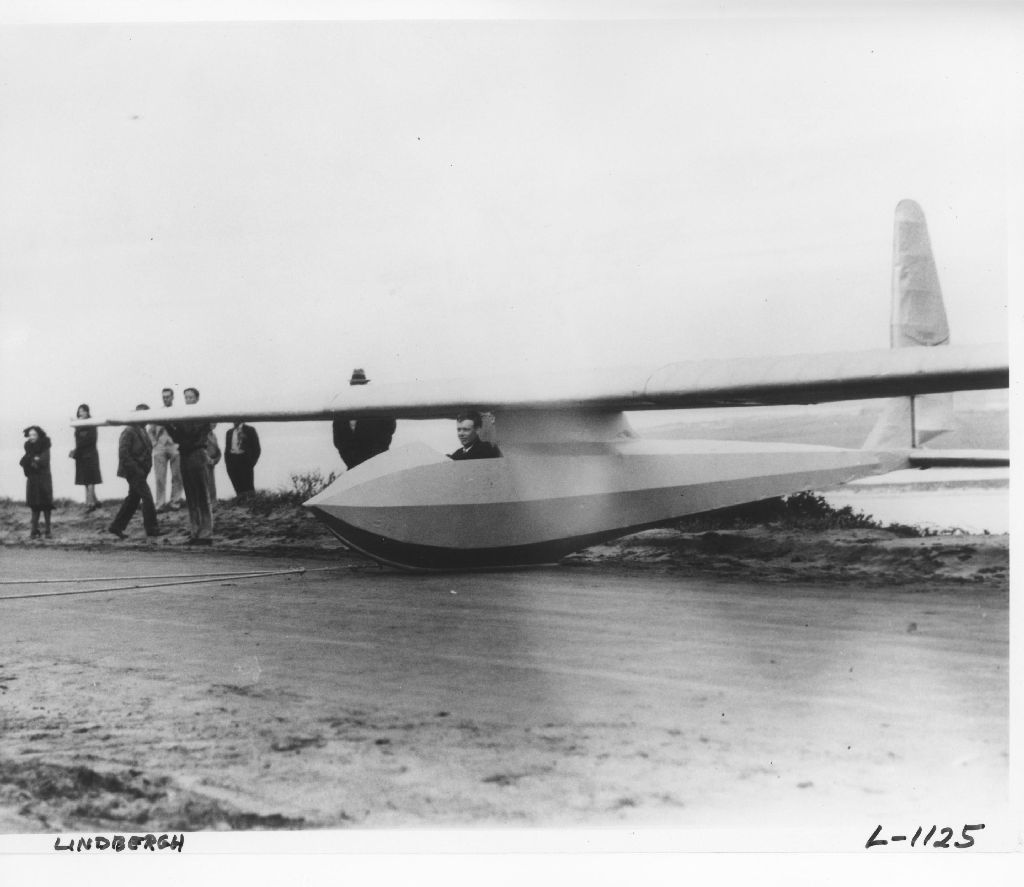
リンドバーグが乗り込んだSP-1 ペーパーウイング

ボウラス SP-1 ペーパーウイング（Bowlus SP-1 Paper Wing）は1929年に初飛行したアメリカ合衆国のグライダーである。ウィリアム・ボウラス（William Hawley Bowlus）が設計した。アメリカ製のグライダーとして最初に1時間以上の滞空時間の飛行を行った。
パラソル翼で1座席のグライダーである。13.4 mの翼幅でUSA 35-A の翼型が採用された。翼幅は後に14.3 mに拡大された。主翼のリブの材料として紙が使用されたためペーパーウイングと呼ばれたが、主な材料は木材とドープされた羽布であった。この大きさのグライダーとしては空虚重量は72.6 kgで非常に軽量であり、低翼面荷重であった。
アメリカ製のグライダーとして最初に1時間以上の滞空時間の飛行を行った機体とされ、チャールズ・リンドバーグと妻のアン・モローもSP-1で飛行した。SP-1のコピー機のNighthawkという機体で、ウィリアム・A・クック （William A. Cocke）が1831年に21時間34分のグライダーの滞空時間の世界記録を作った。

## 要目
- 乗員：1名
- 全幅：13 m
- 翼面積：16.6 m2
- 空虚重量：73 kg
- 全備重量：138 kg
- アスペクト比：11:1
- 最大滑空比：20:1
- 翼面荷重：8.3 kg/2